# Provence (Suíça)
Provence é uma comuna da Suíça, situada no distrito de Jura-Nord Vaudois, no cantão de Vaud. Tem 31,84 km² de área e sua população em 2018 foi estimada em 373 habitantes.